# Одо Париски
Одо Париски (860—1. јануар 898) је био краљ Француске (888—898). Није припадао династији Каролинга. Постао је краљ због заслуга током викиншке Опсаде Париза (885—886).

## Викинзи опседају Париз
Одо Париски је био командант одбране Париза током викиншке Опсаде Париза (885—886). Одо Париски је успевао да брани Париз пуних годину дана само са 200 људи под оружјем. Излазио је два пута из Париза кроз викиншке редове да би тражио помоћ од краља Карла Дебелог. Помоћ, коју би краљ слао против 30.000 Викинга била је недовољна и са великим закашњењем. Царска војска је стигла тек након годину дана опсаде, а и тада није поразила Викинге, него је краљ Карло Дебели платио Викинзима да оду.

## Одо Париски постаје краљ
Племство је било огорчено понашањем Карла Дебелог. Такво деловање Карла Дебелог сматрало се срамотним. Присилили су Карла Дебелог да абдицира 887. године. Не дозвољава се да Карлов син Карло III Прости постане краљ, иако је по законима наслеђивања Карло III Прости требало да буде нови краљ.
Због јуначке одбране Париза од Викинга Одо Париски изабран је за краља у фебруару 888, иако не припада Каролинзима.

## Неприпадање Каролинзима отежава му положај као краља
Као краљ наставио се борити против Викинга, које је победио на више места. Међутим након извесног времена део моћног племства подржава претензије малолетног Карла III Простог да буде краљ. Да би се осигурао, Одо Париски склапа споразум са краљем Немачке Арнулфом Карантинским, који је одиграо водећу улогу у свргавању Карла Дебелог. Одо Париски постаје вазал Арнулфа Карантинског.
Касније ни то не помаже, јер од 894. Арнулф Карантински подржава Карла III Простог. После дугог грађанског рата, Одо је поражен и препушта део територија Арнулфу Карантинском. Умро је 1. јануара 898. године. После Ода, нови краљ постаје Карло III Прости, а Один брат Робер ће постати краљ двадесетак година касније.

## Породично стабло
|  |                     |  |  |  |  |  |  |  |  |  |  |  |  |  |  |  |
|  | 2. Робер Јаки       |  |  |  |  |  |  |  |  |  |  |  |  |  |  |  |
|  |                     |  |  |  |  |  |  |  |  |  |  |  |  |  |  |  |
|  |                     |  |  |  |  |  |  |  |  |  |  |  |  |  |  |  |
|  | 1. Одо Париски      |  |  |  |  |  |  |  |  |  |  |  |  |  |  |  |
|  |                     |  |  |  |  |  |  |  |  |  |  |  |  |  |  |  |
|  |                     |  |  |  |  |  |  |  |  |  |  |  |  |  |  |  |
|  | 3. Аделаида од Тура |  |  |  |  |  |  |  |  |  |  |  |  |  |  |  |
|  |                     |  |  |  |  |  |  |  |  |  |  |  |  |  |  |  |
|  |                     |  |  |  |  |  |  |  |  |  |  |  |  |  |  |  |